# Mouna Hachim
Pour les articles homonymes, voir Hachim.
 (mars 2020).
Mouna Hachim, née le 24 octobre 1967 à Casablanca, est une femme de lettres et chroniqueuse marocaine.

## Biographie
Mouna Hachim, née en 1967 à Casablanca, est mariée et mère de deux enfants. Elle a étudié à l'université Hassan II, où elle a obtenu une licence en littérature française (faculté des lettres et des sciences humaines Aïn Chock) et un diplôme d'études approfondies en littérature comparée (faculté des lettres et des sciences humaines Ben Msick-Sidi Othmane),. Son mémoire de licence portait sur la représentation des musulmans dans la Chanson de Roland et sa thèse de DEA sur la courtoisie française au Moyen Âge avec les quatre premiers troubadours de Langue d'oc,.
Depuis 1992, elle œuvre notamment dans la presse écrite marocaine et, depuis 2008, écrit dans L'Économiste sous le thème « Chroniques d'hier et d'aujourd'hui ». Toujours dans le domaine des médias, elle a aussi animé durant trois ans, de 2007 à 2009[réf. souhaitée], une chronique quotidienne sur Radio Atlantic : « Secrets des noms de famille ». 
Parallèlement, en janvier 2004, elle a auto-édité un roman, Les Enfants de la Chaouia, une saga familiale étendue sur trois générations, envisagée comme un microcosme de la société marocaine en plein bouleversement depuis le début du XXe siècle.
En 2007, elle a également auto-édité un travail d'érudition, le Dictionnaire des noms de famille du Maroc, dont une édition revue et augmentée est parue en 2012 chez les Éditions Le Fennec. 
En 2011, et pendant trois années consécutives, elle a été membre du jury du Prix littéraire de la Mamounia, qui récompense des écrivains marocains d'expression française.
En juillet 2014, elle présente sur la base de ses recherches, un documentaire historique en quatre épisodes sur la chaîne Médi 1 TV, sous le titre La Route des Origines, consacré à l’histoire marocaine à travers des prismes[pas clair] centrés sur les noms de lieux et les noms de tribus et de familles.
En 2015, elle participe à l'ouvrage collectif édité par La Croisée des chemins sous le titre Ce qui nous somme après les attentats du 7 et la manifestation du 11 janvier 2015 à Paris.
En avril 2016, elle publie un ouvrage historique sous le titre Chroniques insolites de notre histoire (Maroc, des origines à 1907) qui effectue une relecture décalée par rapport aux récits officiels et manuels scolaires, réédité en France par Erick Bonnier Editions en septembre 2018 sous le titre Histoire inattendue du Maroc. 
Chez le même éditeur, elle publie en septembre 2019, un roman historique qui se déroule entre l'Europe et le Maroc, basé sur des événements et personnages réels, intitulé Les manuscrits perdus. 
Elle revisite encore l'histoire de manière romanesque avec un gros plan sur la chute de la dynastie almoravide vue par des femmes avec un roman édité en 2021 par La Croisée des Chemins à Casablanca, Ben Toumert ou Les derniers jours des Voilés.

## Publications

### Ouvrages
- Les Enfants de la Chaouia, Casablanca, 2004, 243 p. (ISBN 9954834850)
- Dictionnaire des noms de famille du Maroc - Casablanca, 2007, 500 p. Autoédition -  (ISBN 9954852417) [détail des éditions]
- Dictionnaire des noms de famille du Maroc - Nouvelle Édition augmentée - Casablanca, 2011 - 580 p. -  Édition Le Fennec -  (ISBN 9789954306987) [détail des éditions]

- Chroniques insolites de notre histoire (Maroc, des origines à 1907) - Casablanca, 2016 - 382 p. Autoédition -  (ISBN 9789954371848)
- Histoire inattendue du Maroc - Erick Bonnier Editions - France, 2018.
- Les manuscrits perdus, roman Erick Bonnier Editions - France, 2019.
- Ben Toumert ou les derniers jours des Voilés - La Croisée des chemins, Casablanca, 2021.
- Le livre noir de la ville blanche, éditions La Croisée des chemins, Casablanca, 2023.

### Séries documentaires
"La route des origines", طريق الاصل, en quatre parties sur Médi 1 TV http://iqbal.hypotheses.org/3668
"Marocains dans l'histoire", مغاربة في التاريخ, sur Le360